# レイモンド・ロウ
レイモンド・ロウ（英語: Raymond "Ray" Rowe、1984年8月21日 - ）は、アメリカ合衆国の男性プロレスラー。オハイオ州クリーブランド出身。WWE所属。

## 来歴

### インディー団体
2003年5月にプロレスデビューし、地元であるオハイオ州を中心にインディー団体を転戦。2012年よりNWAヒューストンを主戦場に移し、ジャックス・デインとのタッグ、パス・オブ・レジスタンス（The Path Of Resistance）としてNWAローンスタータッグ王座に戴冠するなどタッグ戦線で活躍。2013年からは階級をジュニアヘビー級に転向し、4月20日にNWAローンスタージュニアヘビー級王座を保持するマイク・デルを相手に勝利を収めて、同王座を獲得した。
6月1日、ROHが主催するHonor In The Heart Of Texasにて、ボビー・フィッシュを相手に同団体に初参戦を果たす。2014年1月、ROHが主催するトップ・プロスペクト・トーナメントに出場。初戦でコンゴ、準決勝でコーリー・ホリスを破り、決勝へ進出するも、ハンソンに敗北を喫し準優勝で終わる。これを機にROHへレギュラー参戦するようになり、4月4日、ハンソンとタッグチーム、ウォー・マシン（War Machine）を結成した。8月にバイク事故を起こし深刻な怪我を負い、長期離脱を余儀なくされてしまう。2015年3月1日、ROH 13th Anniversary: Winner Takes Allにて、メインイベントに出場したハンソンをアシストする役目として登場し、ROHに復帰を果たす。
8月22日、Field Of Honor 2015にて、ウォー・マシンとして出場し、K.E.S.（ランス・アーチャー & デイビーボーイ・スミス・ジュニア）と対戦。この試合に勝利を収め、試合後にK.E.S.が保持するGHCタッグ王座に挑戦することをアピールした。9月19日、プロレスリング・ノアが主催するGREAT VOYAGE 2015 in OSAKAにウォー・マシンとして出場し、GHCタッグ王座を保持するK.E.S.と対戦したが、敗北を喫して王座奪取とはならなかった。
12月18日、Final Battleにて、ROH世界タッグ王座を保持するキングダム（マット・ターバン & マイケル・ベネット）と対戦。勝利を収めて、第44代タッグ王者組に輝き、ROHでのタイトル初戴冠を果たした。
2016年11月、新日本プロレスが主催するタッグリーグ戦、WORLD TAG LEAGUEにウォー・マシンとして出場。
2017年4月9日、天山広吉&小島聡組からIWGPタッグ王座を奪取した。

### WWE

#### NXT
2018年1月16日、WWEと契約を交わし入団。4月11日、WWEの傘下団体であるNXTにてヘビー・マシーナリー（タッカー・ナイト & オーティス・ドーゾビッチ） vs リディック・モス & ティノ・サバテリの試合中にハンソンと共にウォー・レイダース（War Raiders）として乱入。両タッグを襲撃すると最後にサバテリにフォールアウトを決めてリングを占拠した。12月21日、かねてより交際中だったサラ・ローガン（Sarah Logan）と結婚式を挙げた。
2019年1月26日、NXT TakeOver: PhoenixでNXTタッグ王者チームのジ・アンディスピューテッド・エラ（カイル・オライリー & ロデリック・ストロング）に挑戦。終盤になるとハンソンが孤立して集中攻撃を受けるも危機を脱出。そしてフォールアウトを決めて勝利。王座を戴冠した。

#### WWE
2019年4月15日、WWE・RAWで自身はエリック（Erik）、ハンソンはアイバー（Ivar）へとリングネームを変更。そしてタッグネームをバイキング・エクスペリエンスに改めてデビューした。同月22日、タッグネームをバイキング・レイダース (The Viking Raiders）に改名。
2023年11月2日、C6/C7頸椎固定手術を受けたことをインスタグラムで公表した。（頸椎前方除圧固定術、「頸椎症」の手術の項を参照）
2024年10月14日、WWE RAWにてタッグチーム ウォー・レイダース(The War Raiders)として復帰した
。

## 得意技
デス・ロウ
フルネルソンで捕らえた相手を持ち上げながら左手のクラッチを切り、落ちてくる相手の後頭部に強烈な膝蹴りを見舞う。
現在のフィニッシュ技。
アルマゲドン
クロスアームバー
ブレインバスター
ギロチンチョーク
トライアングルチョーク
イースト・テン・マイル
相手の顎に自身の膝を打つ技
ショットガン・ニー
ランニング・ダブル・ニー・ストライク
パワーボム
バックドロップ
ダブルアームスープレックス
フォアアーム・スマッシュ
トペ・スイシーダ
ランニング・ニーバット

### 連携技

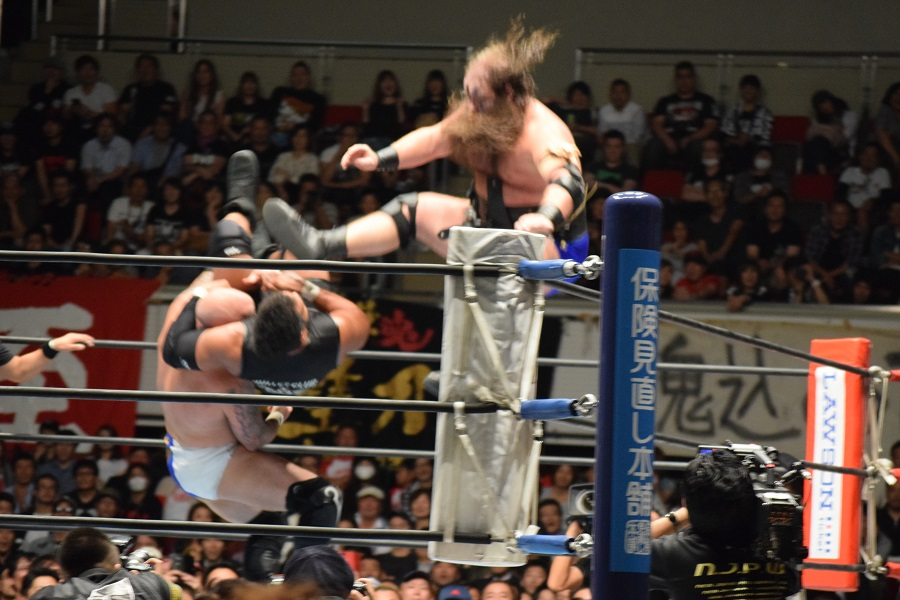
フォールアウト
フィニッシュ・ホールド。相手をロウがバックドロップの要領で抱え上げ、ハンソンがコーナーポスト最上段から抱え上げられた相手の喉元目掛けてギロチン・ドロップを放っていく。
ダブル・チョークスラム
ウォー・マシン・コンボ・スラム
ロウがロープから返ってきた相手の懐に潜り込み、上半身を抱えて上空へと放り投げ、ハンソンが落下してくる相手を肩口で受け止めて前のめりに倒れ込み、相手を背中からマットに叩きつける。

## 獲得タイトル

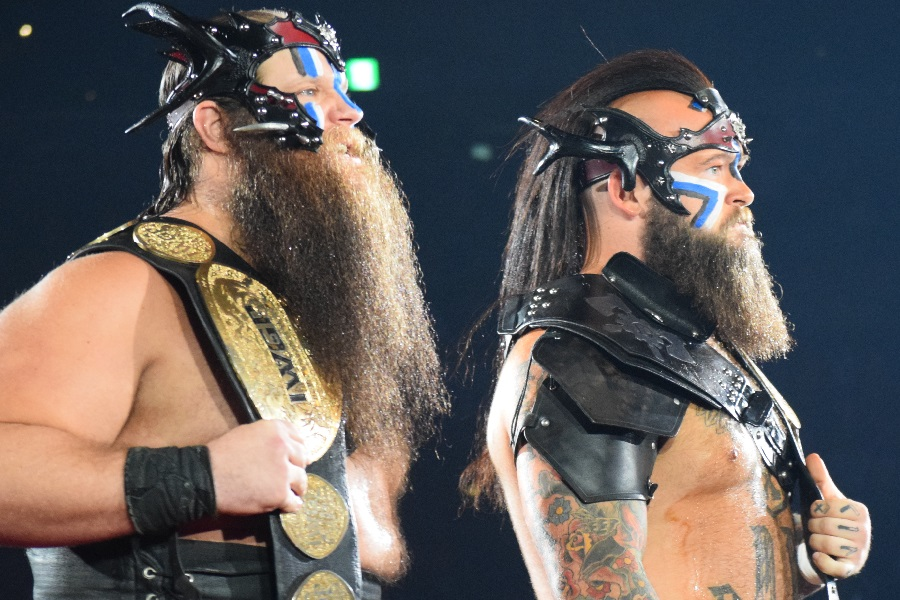
ハンソン(左) レイモンド・ロウIWGPタッグ王座

WWE
- 世界タッグチーム王座 : 2回[18]

w / アイバー
- NXTタッグ王座 : 1回

w / ハンソン
- 24/7王座 : 1回

NWAブランデット・アウトロー・レスリング
- NWA BOWヘビー級王座 : 1回
- NWA BOWアウトロー王座 : 1回

NWAレスリング・レボリューション
- NWAグランド・ウォリアー王座 : 2回

NWAローンスター
- NWAローンスタージュニアヘビー級王座 : 1回
- NWAローンスタータッグ王座 : 1回

w / ジャックス・デイン
VIPレスリング
- VIPヘビー級王座 : 2回

アブソリュート・インテンス・レスリング
- AIWアブソリュート王座 : 1回
- JTライトニング・トーナメント 優勝

インターナショナル・レスリング・カルテル
- IWC世界ヘビー級王座 : 1回
- IWCタッグ王座 : 1回

w / J=ロック
クリーブランド・オール・プロレスリング
- CAPWヘビー級王座 : 1回
- CAPWタッグ王座 : 1回

w / ジェイソン・ベイン
ファイアストーム・プロレスリング
- ファイアストーム・プロヘビー級王座 : 1回

ROH
- ROH世界タッグ王座 : 1回

第44代, w / ハンソン
新日本プロレス
- IWGPタッグ王座 : 2回

第75代, 第77代 w / ハンソン
プロレスリング・イラストレーテッド
- 2020年 PWI 500 - 180位[19]
- 2021年 PWI Tag Team 50 - 35位

パートナーはアイバー（ヴァイキング・レイダース）
- 2022年 PWI Tag Team 100 - 64位

パートナーはアイバー（ヴァイキング・レイダース）

## 入場テーマ曲
- Am I Evil? / Metallica
- Death Rowe / Dog Race[22]
- Blood and Tears / Eric Baumont & Jean-Michel Bacou
- Prepare For War / David Grimason
- War / CFO$
- Raid
- Vicious - 現在使用中

## 出演
- ウォーリアー（2011年）